# Adrien Porchet
Adrien Porchet (* 14. Oktober 1907 in Genf; † 2. Juni 2008 in Vevey; reformiert, heimatberechtigt in Naz) war ein Schweizer Filmproduzent, Filmemacher und Kameramann.

## Leben
Adrien Porchet wurde am 14. Oktober 1907 als Sohn des Filmpioniers Arthur-Adrien Porchet in Genf geboren. Porchet absolvierte 1925/26 in Montana eine Lehre zum Fotografen und wechselte im Anschluss zur Filmgesellschaft AAP. In der Folge war Porchet als Kameraassistent, unter anderem bei Orphea Film für Maurice Forster, dem er nach Paris und Spanien folgte, beschäftigt.
In den Jahren 1931–1938 lebte Adrien Porchet in Barcelona  und schuf 1936 und 1937 Frontreportagen für die Gewerkschaft Confederación Nacional del Trabajo sowie Dokumentar- und Propagandafilme.
Während des Zweiten Weltkriegs stand Adrien Porchet hinter der Kamera für verschiedene Schweizer Produktionen und arbeitete, vermehrt auch als Produzent, im Bereich des Auftragsfilms, so von 1941 bis 1945 in Lausanne bei Scientifilm sowie bei Gamma Film.
Im Jahr 1953 gehörte Porchet zu den Gründern der Actua Films in Genf. Ab 1965 arbeitete er für internationale Organisationen, das Schweizer Fernsehen und ausländische Sendeanstalten.
Adrien Porchet, der zweimal verheiratet war, verstarb am 2. Juni 2008 im Alter von 100 Jahren in Vevey.